# 1992 en boxe anglaise
| Années de la boxe anglaise : 1989 - 1990 - 1991 - 1992 - 1993 - 1994 - 1995    |
| Décennies de la boxe anglaise : 1960 - 1970 - 1980 - 1990 - 2000 - 2010 - 2020 |

Cet article présente les faits marquants de l’année 1992 en boxe anglaise.

## Évènements

### Jeux olympiques
- Boxe aux Jeux olympiques d'été de 1992